# Ethan Canin
Œuvres principales
- L'Empereur de l'air  (1990)
- Vue sur l'Hudson (2000)
- America America (2010)

Ethan Canin, né à Ann Arbor (Michigan) le 19 juillet 1960 d'une mère d'origine russe et d'un père d'origine lituanienne, a été médecin avant de se consacrer à l'écriture. Il est l'auteur de plusieurs romans et de scénarios de films.

## Œuvres
- L'Empereur de l'air, Albin Michel, 1990
- Blue River, Albin Michel, 1993
- Le Voleur du palais, Calmann-Lévy, 1996
- Vue sur l'Hudson, Calmann-Lévy, 2000
- La Concordance des ans, Calmann-Lévy, 2002
- America America, Éditions des Deux Terres, 2010

## Filmographie
Scénariste
- 1995 : Blue River de Larry Elikann
- 1996 : Emperor of the Air d'Ali Selim
- 2002 : Le Club des empereurs de Michael Hoffman
- 2006 : Beautiful Ohio de Chad Lowe
- 2008 : L'Année de notre vie (The Year of Getting to Know Us) de Patrick Sisam